# ساندور جيورفي
ساندور جيورفي  (من مواليد 1966 في بودابست ) هو لاعب كرة يد مجري لعب مع المنتخب الوطني لكرة اليد المجرية. شارك في دورة الألعاب الأولمبية الصيفية لعام 1992، حيث احتل الفريق المجري المركز السابع بعد فوزه على الفريق الروماني في المباراة النهائية. 

## روابط خارجية
- ساندور جيورفي على موقع أوليمبيديا (الإنجليزية)
- ساندور جيورفي على موقع اللجنة الأولمبية المجرية (الهنغارية)